# Tedy Bruschi
(Tedy Bruschi)
Tedy Lacap Bruschi (San Francisco, 9 giugno 1973) è un ex giocatore di football americano statunitense di origini italiane e filippine che ha militato nel ruolo di linebacker per tutta la carriera con i New England Patriots della National Football League (NFL). Dal 2013 svolge il ruolo di commentatore sportivo.

## Primi anni
Bruschi è di origini italiane e filippine (la famiglia è originaria di Bedonia, vicino a Parma, dove esiste una frazione chiamata Bruschi). Bruschi frequentò la Roseville High School a Roseville, in California, dove si dilettava anche col wrestling.

## Carriera professionistica

### New England Patriots
Bruschi giocò per tutta la carriera con i Patriots, vincendo tre Super Bowl (XXXVI, XXXVIII e XXXIX).
Nel 2005 gli venne diagnosticato un difetto congenito al cuore: un piccolo buco della parete interna del ventricolo destro, che si sarebbe dovuto sigillare con la pubertà e difficile da diagnosticare visite medico-sportive, non si chiuse come avrebbe dovuto). Bruschi tornò in campo, dopo che si era ventilato anche un ritiro forzato, dopo un solo anno dall'operazione (il tutto raccontato nella biografia "Never Give Up: My Stroke, My Recovery, and My Return to the NFL"). Si ritirò nel 2009, assumendo il ruolo di commentatore sportivo, dopo 1.110 tackle, 30.5 sack e 12 intercetti.

## Palmarès

### Franchigia
- Super Bowl : 3

New England Patriots: XXXVI, XXXVIII, XXXIX
- American Football Conference Championship: 5

New England Patriots: 1996, 2001, 2003, 2004, 2007

### Individuale
- Convocazioni al Pro Bowl: 1

2004
- Second-Team All-Pro: 2

2003, 2004
- NFL Comeback Player of the Year Award: 1

2005
- Formazione ideale del 50º anniversario dei Patriots
- New England Patriots Hall of Fame
- College Football Hall of Fame (classe del 2013)
- Numero 68 ritirato dagli Arizona Wildcats